# Ліз Чікадже
Ліз Чікадже Чурай (1982 р.н.) — лідерка корінного населення Перу, яка зробила значний внесок у захист тропічних лісів і річок у районі Лорето на північному сході Перу, захищаючи права народу ягуа. Завдяки її зусиллям у 2018 році був створений національний парк Ягуас. У січні 2019 року в Лімі вона була нагороджена французько-німецькою премією з прав людини послів Франції та Німеччини.

## Біографія
Ліз Чікадже народилася в 1982 році в громаді корінного населення Борас-де-Пукауркільо в районі Пебас в перуанському регіоні Лорето. Вона належить до клану Ньюат (горобець). У дитинстві вона виховувалася в лісі, де навчилася цінувати важливість природи та диких тварин. У міру того, як вона подорослішала, місцевим громадам, які проживали в цьому районі, все більше загрожували незаконні вирубки і видобуток корисних копалин. Вирішивши взятися за боротьбу за добробут цих громад, вона розвинула свої лідерські здібності і в 2013 році прагнула стати мером району Пебас. Хоч Ліз і не перемогла, але вона ближче познайомилася з проблемами людей в районі.
Завдяки своїй роботі, у 2014 році вона була обрана президентом FECONA, федерації корінних громад Ампіяку, що дало можливість для співпраці з іншими федераціями місцевих жителів у цьому районі. Вона працювала над збереженням території, оточеної річками Напо, Путумайо та Амазонка, що сусідять з Колумбією та Бразилією. Як член Комітету з категоризації заповідної зони ягуа, вона працювала над розвитком національного парку ягуа, в якому можна було б інтегрувати та охороняти місцеві громади.
У 2017 році Міністерство навколишнього середовища Перу запросило її до участі в роботі COP 23. Вона представила свої пропозиції щодо національного парку Ягуас на конференції ООН зі зміни клімату в Бонні, Німеччина.
Завдяки її зусиллям у 2018 році був створений національний парк Ягуас. У січні 2019 року в Лімі вона була нагороджена французько-німецькою премією з прав людини послів Франції та Німеччини.
У 2021 році Чикадже була удостоєна екологічної премії Голдмана.